# Santfeliuenc Futbol Club
El Santfeliuenc Futbol Club, conegut popularment com el Santfe, es va fundar el 3 de desembre de 1905 i és el club de futbol més antic de la comarca del Baix Llobregat. Actualment milita al grup 5 de Tercera Divisió de futbol.

## Història[calcitació]

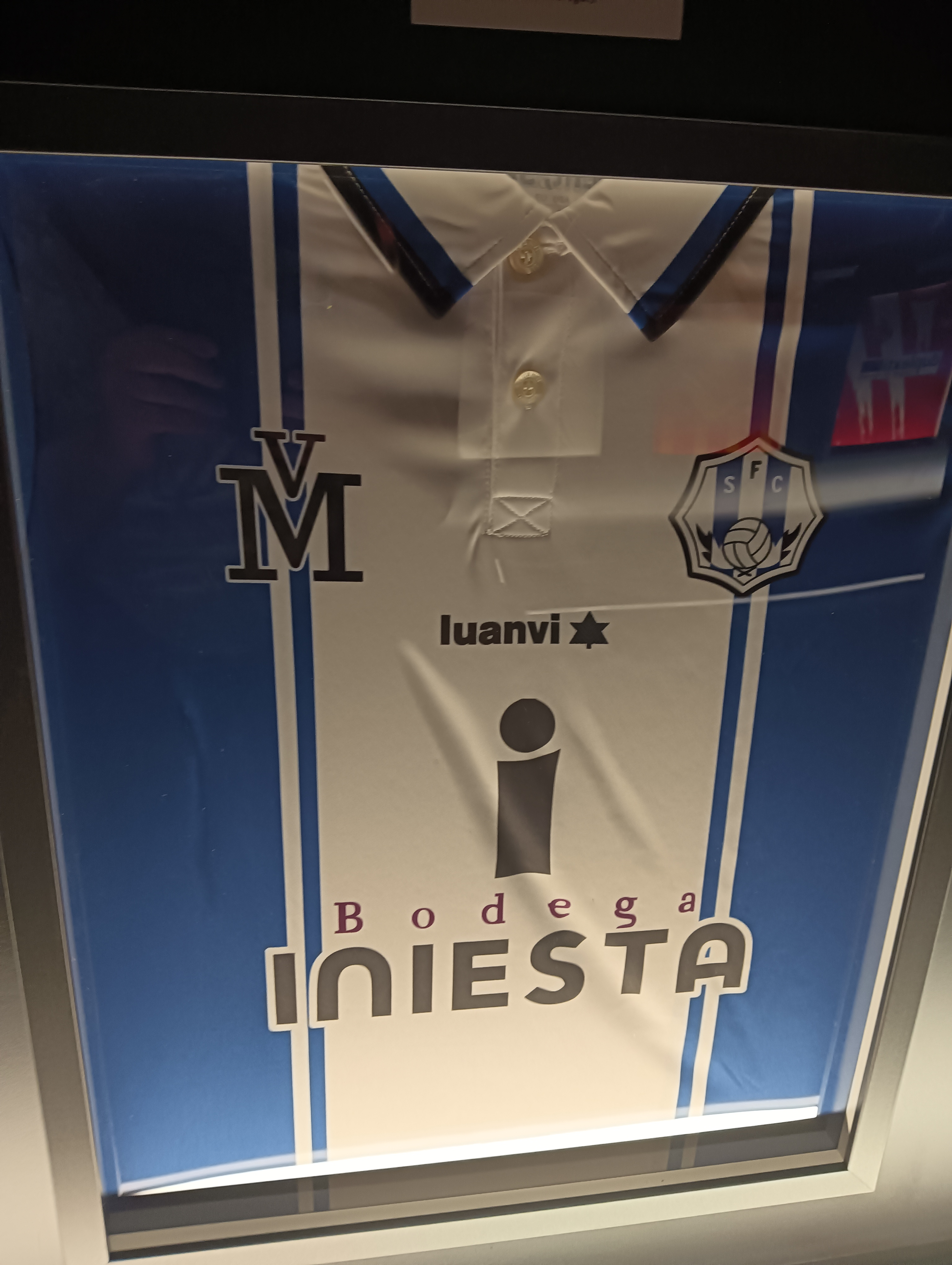
Samareta Santfeliuenc.

En Josep Plana Deu, influenciat per l'èxit que tenia el futbol a la capital catalana i l'experiència viscuda durant els tres mesos de l'estiu anterior, va decidir organitzar un equip de futbol per tal de representar Sant Feliu de Llobregat. Va aconseguir un bon equip de col·laboradors, constituint la primera Junta Directiva amb un objectiu molt concret: la fundació del club. A les poques setmanes ja es comptava a una plantilla de jugadors nombrosa per poder formar el primer equip. Van adquirir el vestuari i una pilota i van llogar un terreny situat davant de la Unió Coral. El partit inaugural es va celebrar el diumenge dia 3 de desembre de 1905 i tenien com a equip rival el Catalonia.
El 15 de juny de l'any 2013 el Santfeliuenc FC aconsegueix l'ascens per primera vegada en 107 anys d'història a la 3r divisió en guanyar en els play off al CD Masnou (1-2 i 3-1).
En Lluís Camprubí va accedir a la presidència del club per votació social l'any 1917. L'època del Sr. Camprubí es pot considerar com l'Era oficial del Santfeliuenc FC per motius fonamentals d'organització. L'equip, des de 1915 figurava inscrit a la Federació Catalana de Futbol, i el 1917, d'acord amb les lleis en matèria d'associacionisme, va entregar al Govern Civil els estatuts de la societat, amb aquest tràmit es va atorgar al Santfeliuenc personalitat jurídica.

## Estadi[calcitació]
El Santfeliuenc Futbol Club juga els seus partits al Camp Municipal del Parc Esportiu de Les Grases. Aquesta instal·lació va ser readapta per a la pràctica del futbol i el dissabte 20 de gener de 2007 el Primer Equip hi va disputar el primer partit oficial davant el Vila-Seca, encontre corresponent a la dissetena jornada del grup II de Regional Preferent. El partit va ser retransmès a través del Canal 33 de Televisió de Catalunya i va ser vist per més de 100.000 persones.
Les dimensions del terreny de joc són de 100x60. L'aforament és de 2.000 espectadors. Aviat es construirà una tribuna i nous vestidors que acabaran de completar les infraestructures d'aquesta zona esportiva de la ciutat que se situa entre els barris de La Salut i Les Grases. El Parc Esportiu de Les Grases es troba al carrer Mataró s/n.

## Temporades[calcitació]
- 2009-2010 Primera div. Catalana 4t
- 2010-2011 Primera div. Catalana 10è
- 2011-2012 Primera catalana 7è
- 2012-2013 Primera catalana 1r (Ascens a 3r divisió nacional)

## Els colors, la bandera i l'escut[calcitació]
Els colors del santfeliuenc són la samarreta blanca i blava amb pantaló blau. Antigament, el pantaló va ser negre. El perquè d'aquest colors: En Manel Riera era l'encarregat del material. Juntament amb Baldiri Ribas es van traslladar a Barcelona per comprar el vestuari de l'equip. Encara no tenien decidit els colors i tenien previst triar-los en funció de les existències. El surtit era limitat, predominava el blaugrana i el blanc i blau. Es van decidir pel segon perquè era més econòmic.
La bandera va ser confeccionada i brodada per les senyores Carme i Mercè Salsas.
L'escut va ser dissenyat a través d'un bocet realitzat pel jugador Salsas, l'any 1918, amb la finalitat que les germanes el brodessin a la primera bandera del club. Apareix publicat en el Llibre d'Or del Futbol Català imprès el 1918. Es va començar a fer servir a les samarretes a partir dels anys 50.